# Art Garfunkel
Arthur Ira "Art" Garfunkel (n. 5 noiembrie 1941) este un cântăreț, poet și actor american cel mai cunoscut ca membru al trupei de muzică folk Simon & Garfunkel. În particular este cunoscut ca fiind vocalist pe hit single-ul "Bridge over Troubled Water" ce a atins primul loc în topuri. Cariera sa solo include un hit în top 10, trei hituri în top 20, șase hituri în top 40, paisprezece singleuri Adult Contemporary top 30, cinci Adult Contemporary pe primul loc, o nominalizare la Globurile de Aur și una la People's Choice Awards. El a jucat în filmul american Boxing Helena.
Garfunkel este de origine româno-evreiască, bunicii săi paterni fiind originari din Iași.

## Discografie

### Albume de studio
- Angel Clare (septembrie 1973)
- Breakaway (octombrie 1975)
- Watermark (octombrie 1977)
- Fate for Breakfast (martie 1979)
- Scissors Cut (august 1981)
- The Animals' Christmas (cu Amy Grant - 1986)
- Lefty (aprilie 1988)
- Songs from a Planet to a Child (1997)
- Everything Waits to Be Noticed (8 octombrie 2002)
- Some Enchanted Evening (2007)

### Compilații și albume live
- The Art Garfunkel Album (1984)
- Garfunkel (1988)
- Up 'Til Now (1993)
- Across America (1996)
- Simply The Best (1998)